# Hystrichonychus spinosus
Hystrichonychus spinosus är en spindeldjursart som beskrevs av James P. Tuttle och Baker 1968. Hystrichonychus spinosus ingår i släktet Hystrichonychus och familjen Tetranychidae. Inga underarter finns listade i Catalogue of Life.